# Bashar Matti Warda
Bashar Matti Warda, C.SS.R., (en arabe : بشار متي وردة, connu comme Bashar Warda) né le 19 juin 1969 à Bagdad, en Irak, est, depuis le 24 mai 2010, l'archéparque d'Erbil des Chaldéens, un diocèse de l'Église catholique chaldéenne.

## Biographie
Né à Bagdad en 1969, Bashar Matti Warda entre au séminaire chaldéen de saint-Pierre dans sa ville natale et est ordonné prêtre en 1993. En 1997, il fait ses vœux solennels pour devenir Rédemptoriste, en Flandre. Il est diplômé de l'Université catholique de Louvain néerlandophone et revient en Irak en 1999.
Il est administrateur apostolique de l'éparchie de Zākhō (it) de juillet 2007 à juin 2013.
En 2009, le synode des évêques de l'Église catholique chaldéenne l'élit archevêque de l'archéparchie d'Erbil. Après l'approbation du pape Benoît XVI, il est consacré le 3 juillet 2010 par le cardinal Emmanuel III Karim Delly,,.

## Autres images

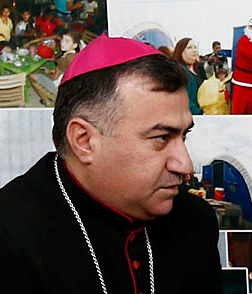
Bashar Matti Warda en 2015
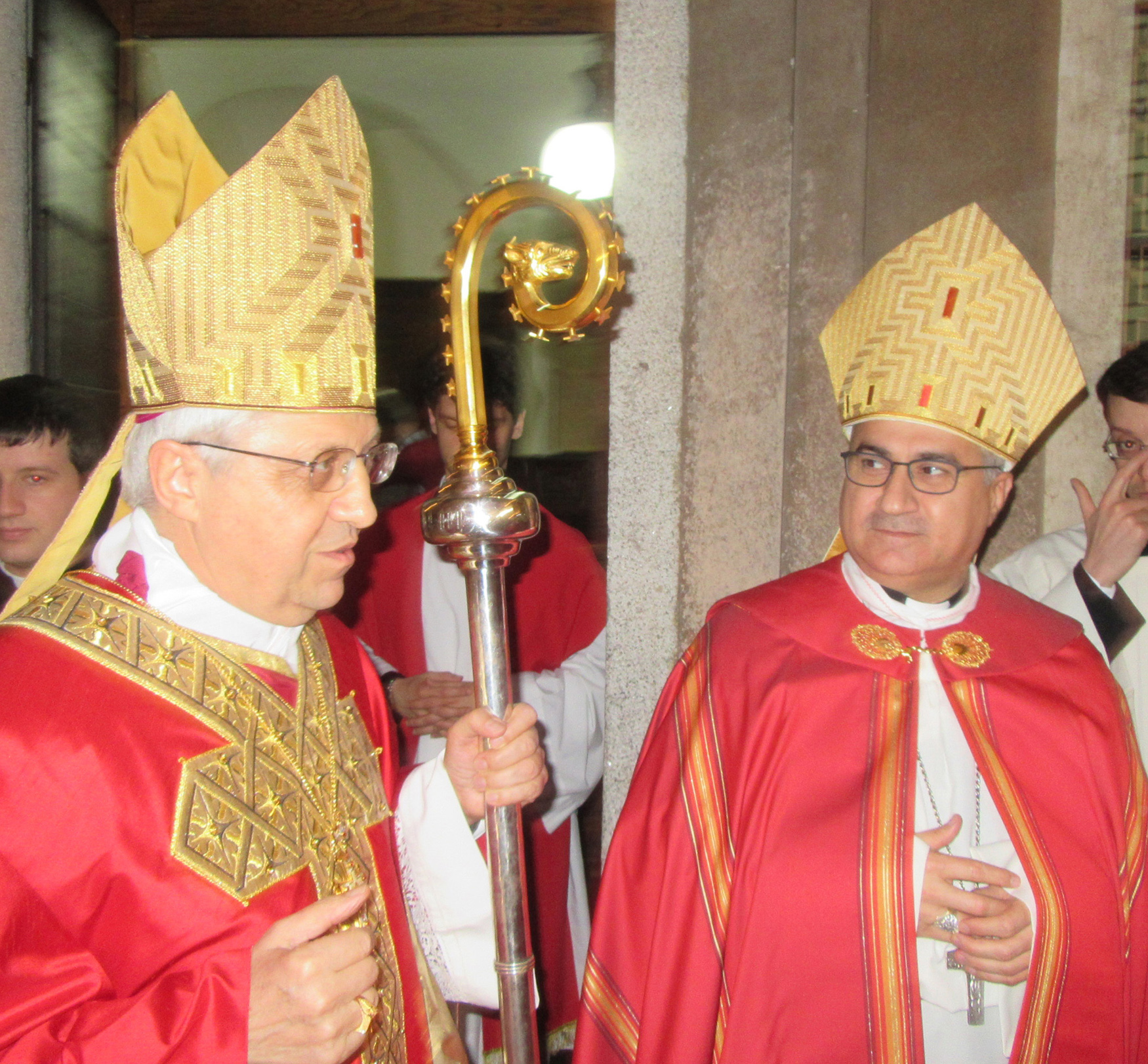
Bashar Matti Warda avec Maurizio Malvestiti durant la Vigile nocturne de Pentecôte dans la cathédrale de Lodi, le 14 mai 2016.
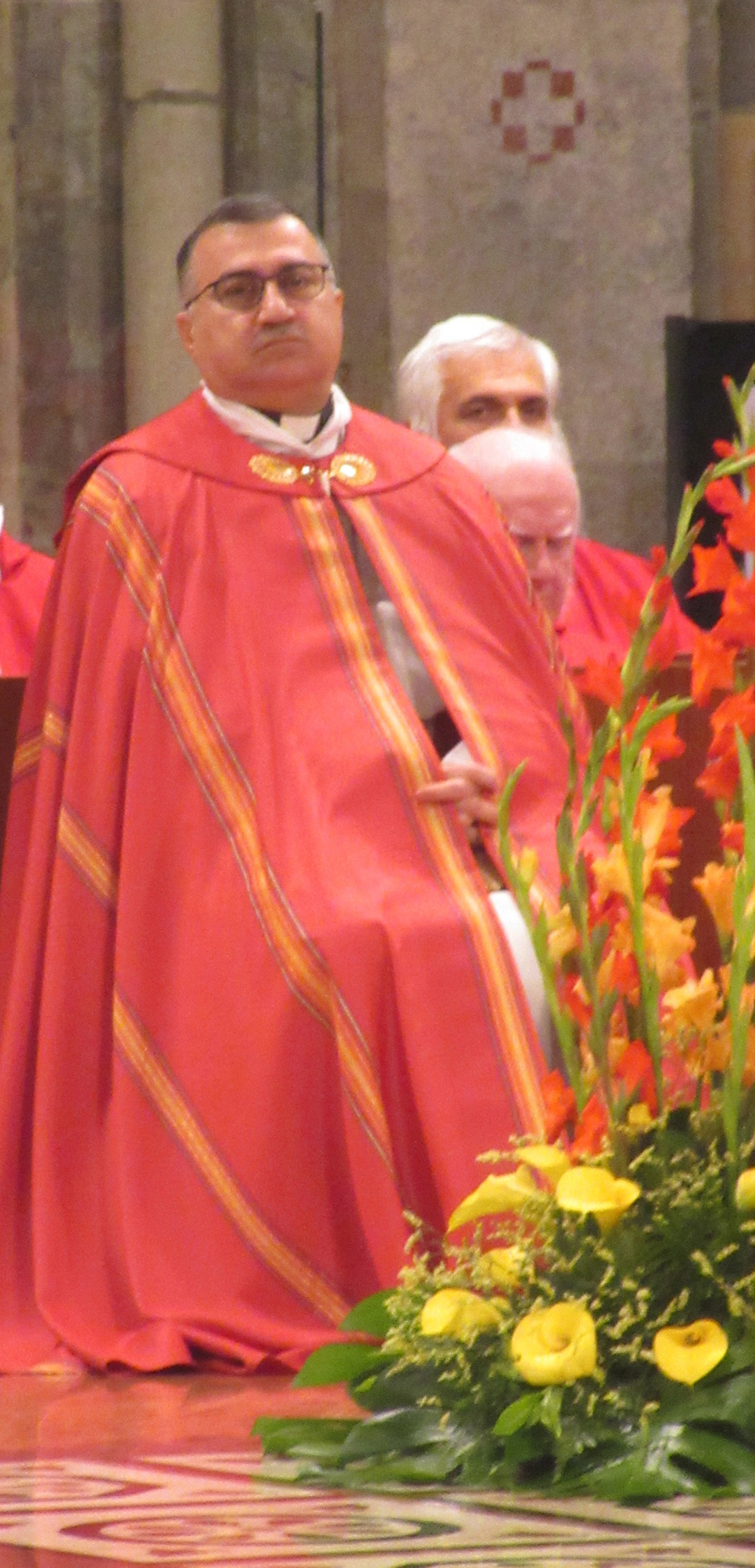
Bashar Matti Warda durant la Vigile nocturne de Pentecôte dans la cathédrale de Lodi, le 14 mai 2016.

### Sources et références
1. ↑  (en) « Iraqi archbishop: The plight of fleeing Christians makes him 'quarrel with God' », cruxnow.com,‎ 28 août 2015 (lire en ligne).
2. ↑  (it) «Noi siamo odiati perché ci ostiniamo a esistere come cristiani», sur tempi.it, 11 août 2015 (consulté le 21 mai 2016).
3. ↑  (en) Elise Harris, Kevin Jones, « Those who've stayed – what now for Christians in Syria and Iraq? », sur catholicnewsagency.com (consulté le 21 mai 2016).
4. ↑  (it) Luca Liverani, « Warda: aiutate i cristiani perseguitati d'Iraq », sur avvenire.it, 4 juin 2015 (consulté le 21 mai 2016).
5. ↑  (en) Catholic News Agency, « Christians disappearing from Iraq, bishops lament », sur angelusnews.com, 24 juillet 2015 (consulté le 6 juin 2016).